# Glinsko Vrelo
Glinsko Vrelo is een plaats in de gemeente Slunj in de Kroatische provincie Karlovac. De plaats telt 59 inwoners (2001).